# バーベキュー

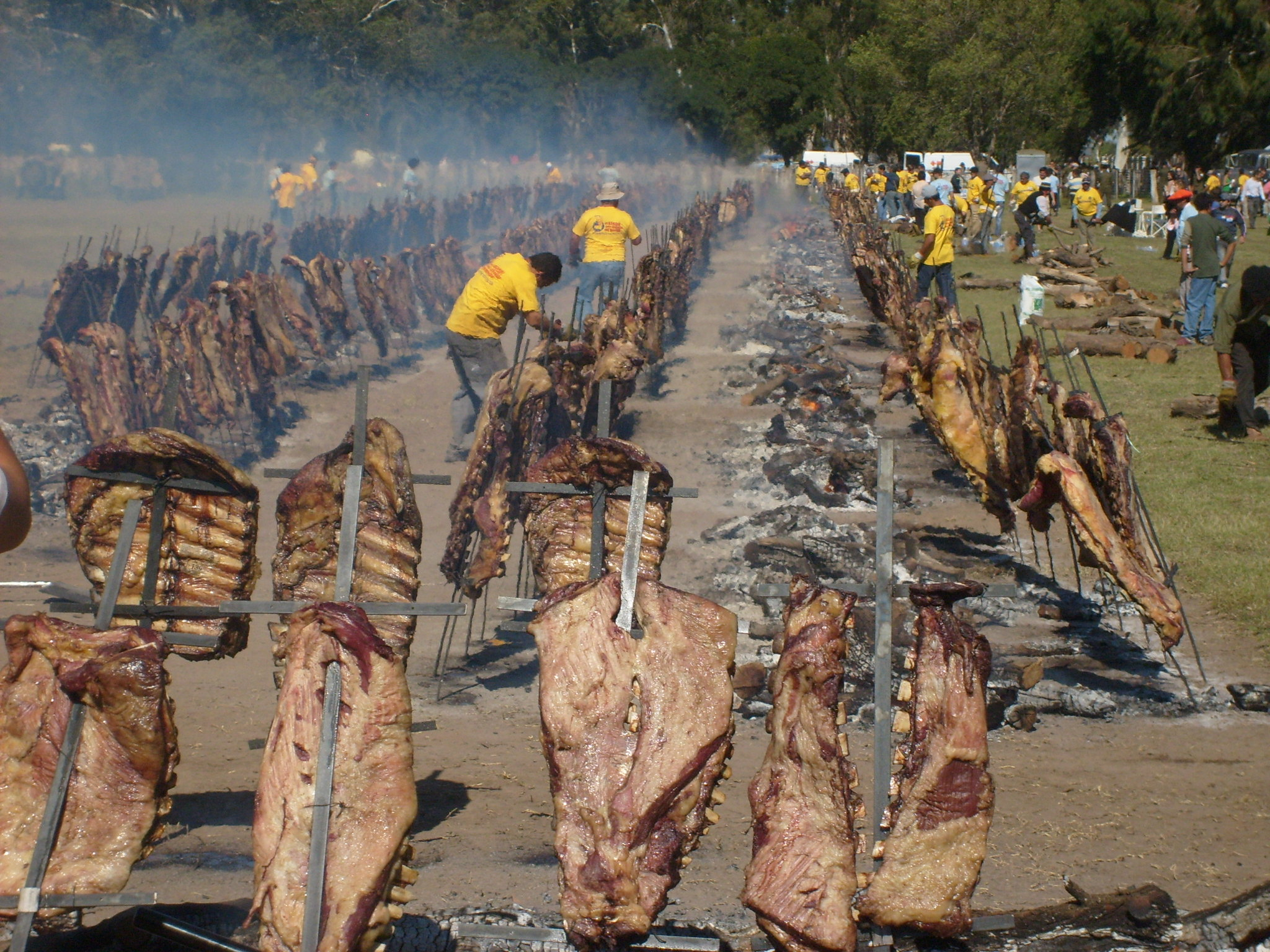
アルゼンチンのバーベキュー（アサード）

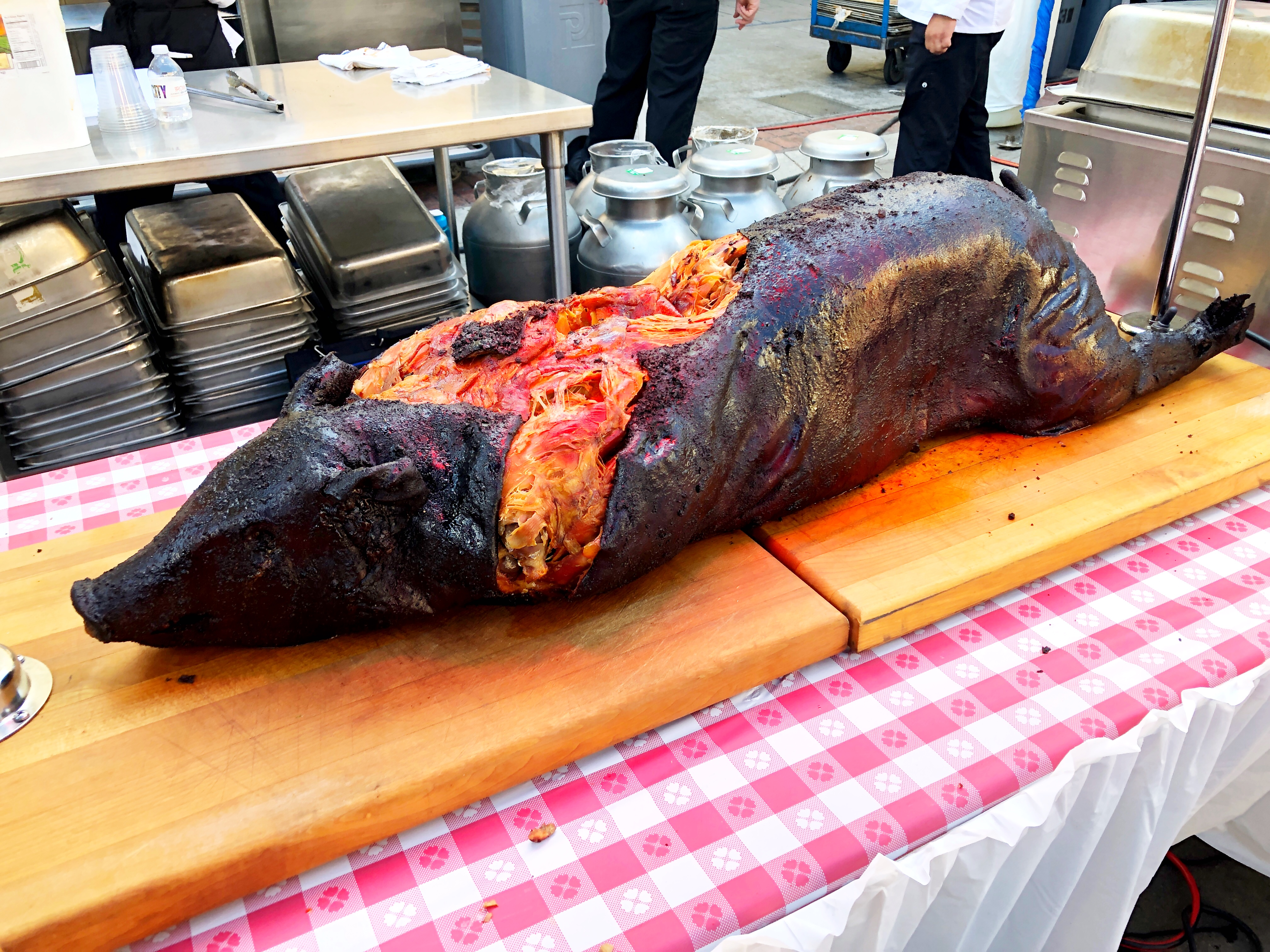
豚のバーベキュー

バーベキュー（英: barbecue, barbeque）とは、薪、炭、豆炭などの弱火によって肉や野菜、魚介類などをじっくり焼く料理、もしくは煙で、燻すその調理法や行為を指す。

## 語源と名称
語源は、西インド諸島の先住民であるタイノ族の肉の丸焼き用の木枠（直火に当たらないように生木で組んだプラットフォームを使った調理法）を指す言葉（バラビク）が、「丸焼き」を意味するスペイン語のbarbacoaに転訛したもの。
英語では「バーベキュー」という語自体に「barbecue」と「barbeque」という2つの綴りがある。ほとんどの国で「barbecue」という綴りが使われているが、オーストラリア、ニュージーランド、アメリカでは「barbeque」という綴りが時々使われる。
一般的な民間語源によれば、フランス語で串に刺して丸ごと焼かれる動物を意味する「barbe à queue」（ひげから尾まで）に由来しているというが、この言葉の起源は学術的な語源学では裏付けられていない。
英語圏ではBBQ（cueがQに置き換わる）やB.B.Q.、Bar-B-Cue、Bar-B-Qと略されることがある。
スペイン語では、ほぼ同様のものをアサードなどと呼び、ブラジルではブラジル流の提供のしかたをしてシュハスコと呼ぶ。
なお、短時間だけ肉を直火焼きする料理はグリル（直火焼き）（英: grill）となる。

## 概要

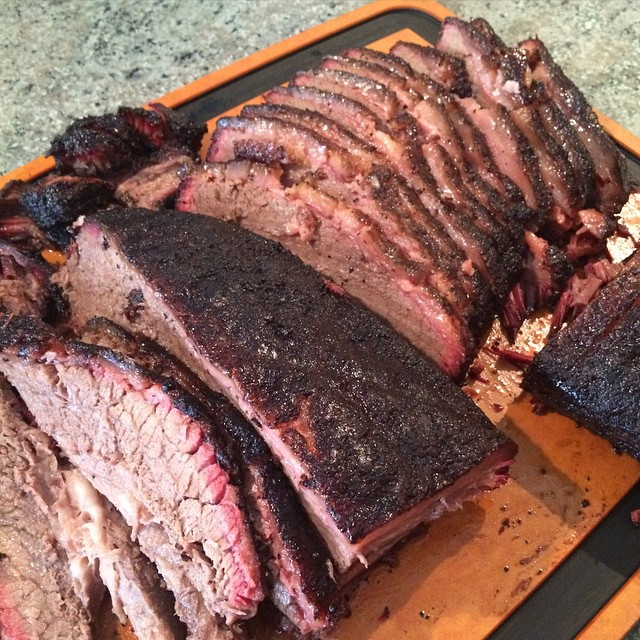
ブリスケット(牛肩バラ)のバーベキュー

豚や牛のリブや牛のブリスケットなどの柔らかくない肉を、蓋を閉めるなどして90～115℃程度の比較的低温で数時間から1日かけて蒸し焼きにし、骨から簡単にとれるほど柔らかくなるまで調理した物をいう。
調理時には煙や匂いが大量に出るため、もし屋内で行うとなると専用の設備や換気装置の煙突が必要になってしまうので、たいてい屋外で行なわれる。自宅の庭、ベランダ、バルコニー、キャンプ場、公園、海岸、川辺などで行うのが一般的で、またそういった調理と食事を野外で楽しむ行為や行事もバーベキューと呼ばれる。

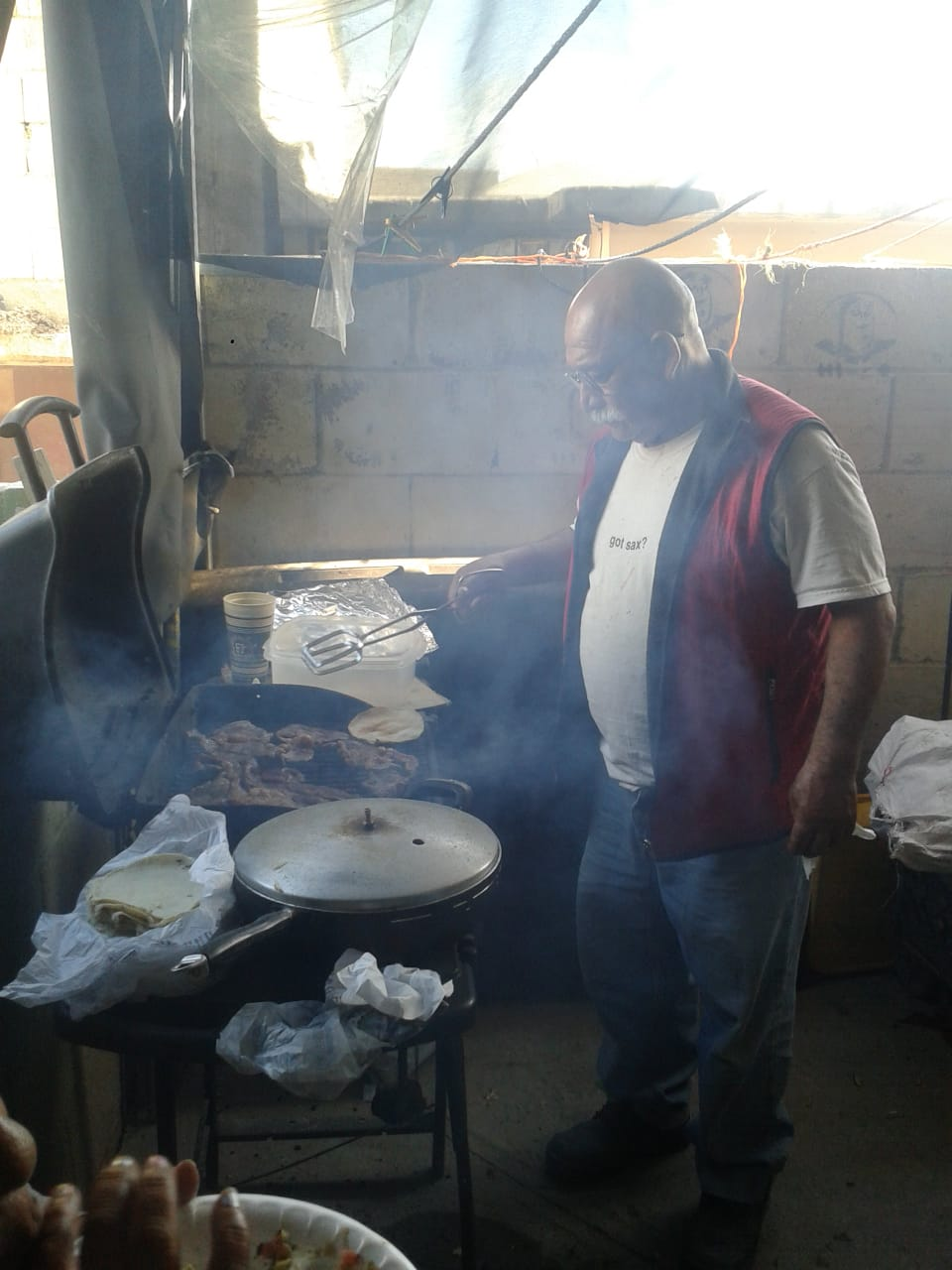
バーベキュー（メキシコ）
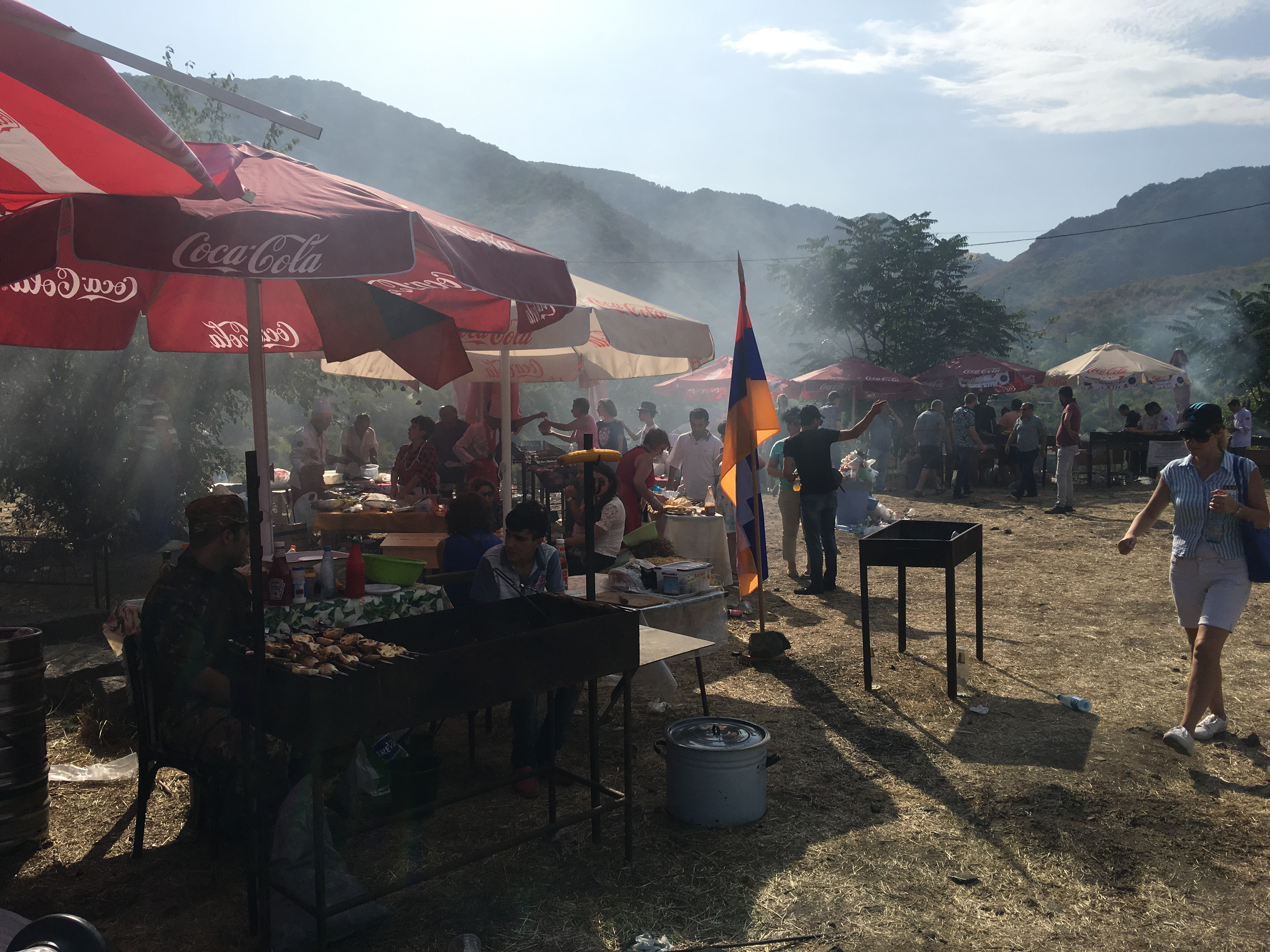
イベントに出店しているバーベキュー（アルメニア、en:Akhtalaにて）
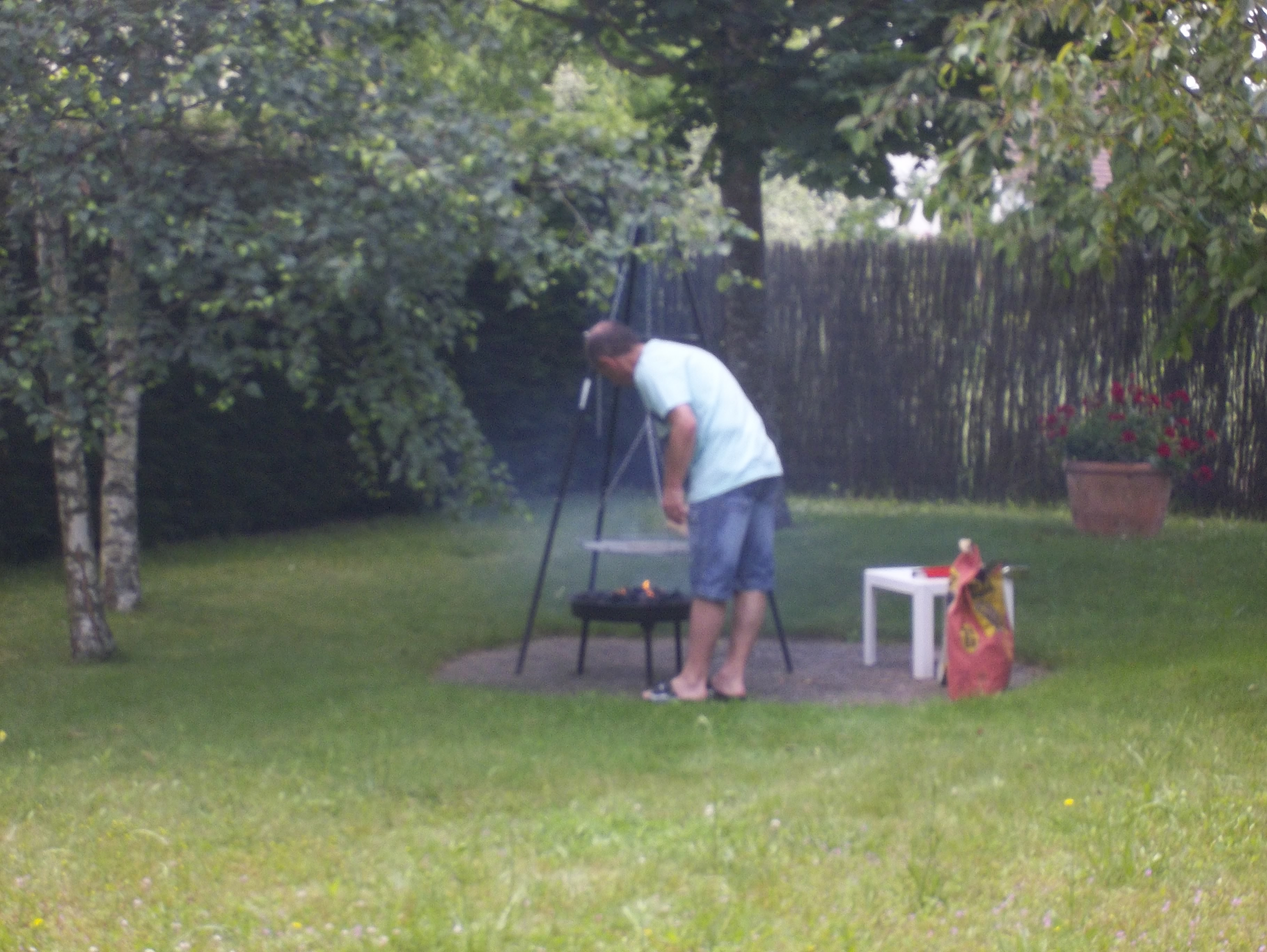
庭でバーベキューをする人
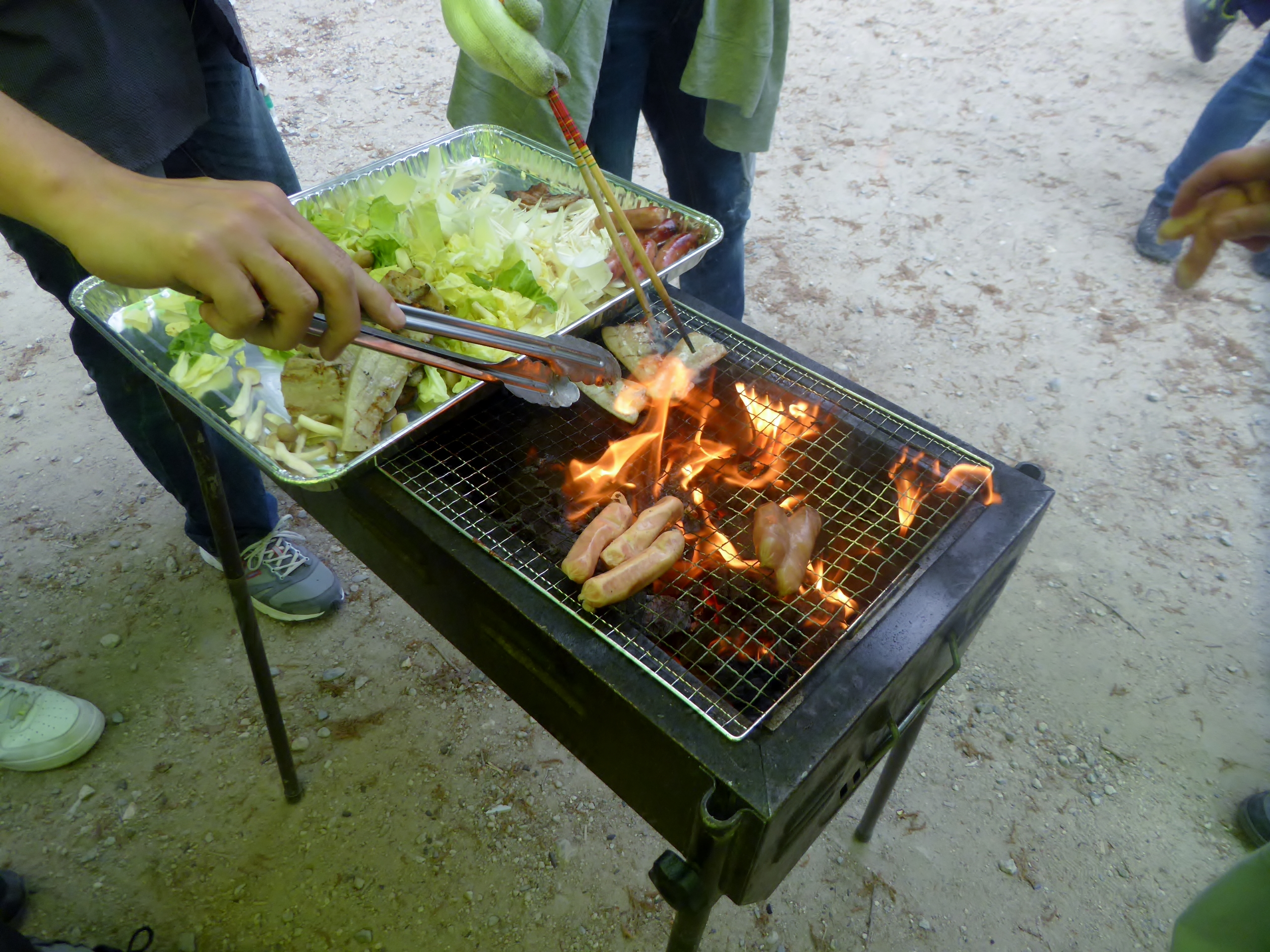
野外バーベキュー

### 北米のバーベキュー文化

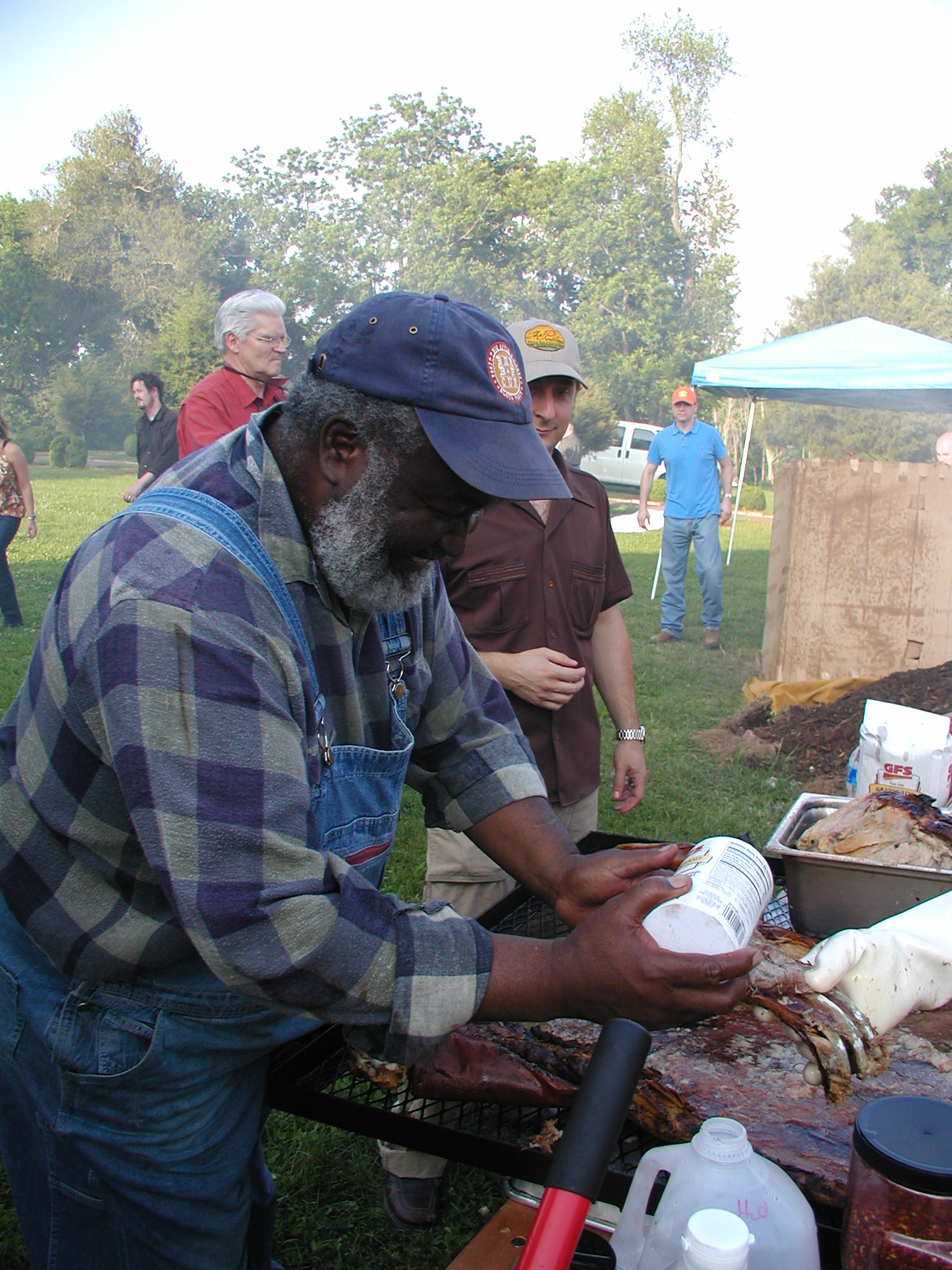
アメリカで有名なバーベキュー・ピットマスター、エド・ミッチェル Ed Mitchell（フランクリン・フード&スピリッツ・フェスティバルにて）

北米ではバーベキューが特に盛んで、アメリカ文化の一つであり、地域や家庭によって独特の伝統やこだわりを持つ場合がある。一般的なグリルの他にも、パーティーを主催したり、専門のイベントや大会に参加する人も多いため、大型のバーベキュー・ピットやトレーラーけん引型の調理器を業者にオーダーメイドで造らせて個人で所有したり、専用の設備を庭に設けたりする人も多い。また、バーベキューを提供するレストランもアメリカ南部やアメリカ中西部を中心に数多くあり、量り売りの紙包みで提供されたり、メイン（肉）を選び、それにビーンなどのサイドメニューを付けるプレート方式が主流であり、そういった各地の名店の食べ歩きなども盛んである。アメリカでは年間数百ものバーベキューコンテストがあり、調理には時間がかかるので、開催期間は数日間にわたる。アメリカではバーベキューの三大料理はスペアリブ、ブリスケット、プルドポークとされる。

### アメリカの4大バーベキュー
米国ご当地の4大バーベキューは下記の通りである。
- カンザスBBQ
- テキサスBBQ
- メンフィスBBQ
- カロライナBBQ

- バーベキューパーティ（ニューヨーク州イサカの川辺にて）
- バーベキューレストラン（ワシントンD.C.）
- 金属製の大樽を改造してトレーラーと合体させた大型バーベキュー調理器で行うバーベキュー

## 歴史

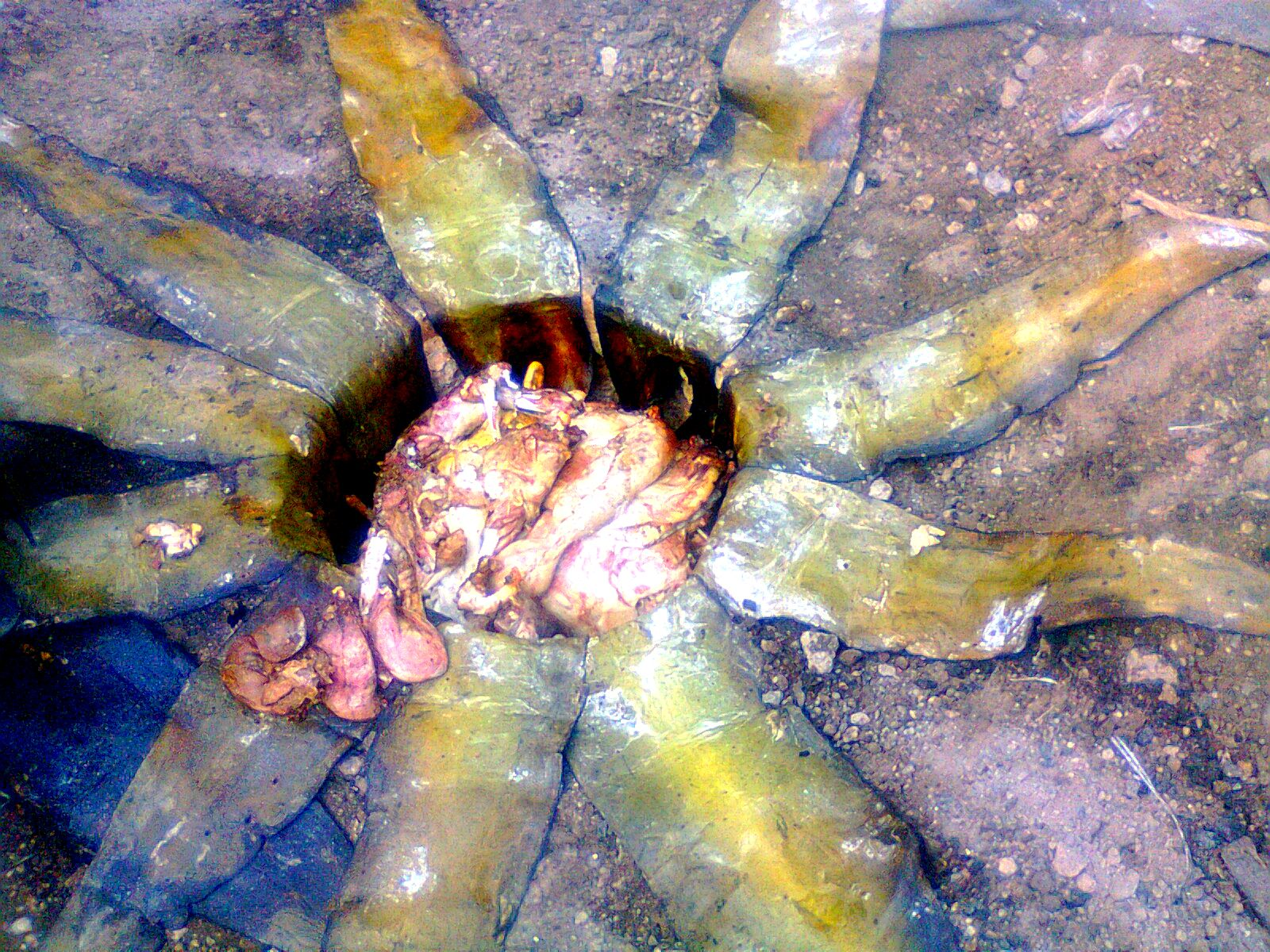
バルバコア

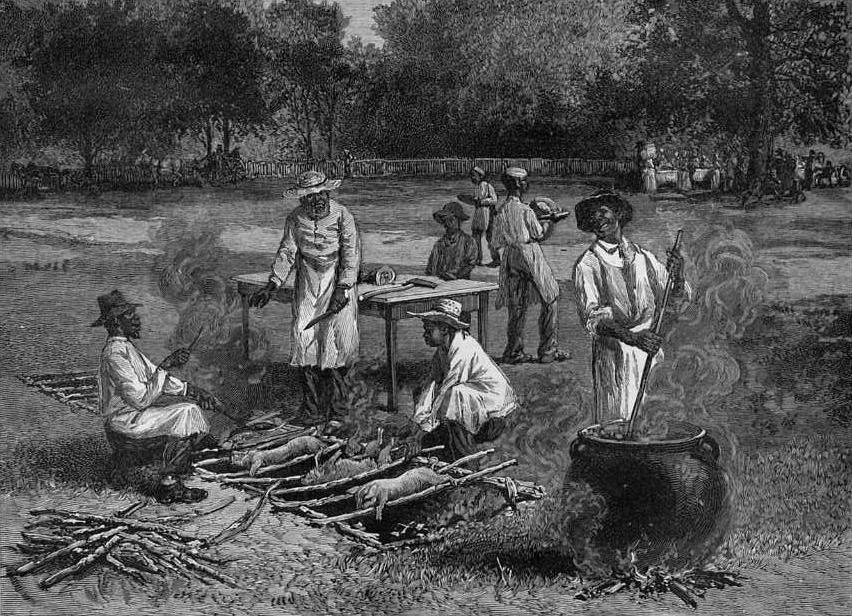
1887年のバーベキューの風景を描いた絵

16世紀、クリストファー・コロンブスはカリブ海のある島を「ヒスパニオラ」と名付けたが、後にこの島に上陸したスペインの探検家が先住民のタイノ族が直火に当たらないよう生木で組んだプラットフォームを使って調理しているのを見たことに由来する。ただし、このような調理法が先住民が古くから行っていたものなのかヨーロッパ人によってアメリカ大陸に持ち込まれた調理法なのかはよくわかっていない。同様の調理法は1540年にミシシッピ地域を訪問した探検家・エルナンド・デ・ソトによるチカソー族の豚肉の調理の記録にもみられるといわれている。
しかし、バーベキューが頻繁に行われるようになったのはバージニア植民地が建設されてからである。豚肉や牛肉はヨーロッパから新大陸に持ち込まれた。ノースカロライナの酢ベースのソースは英国からの移民によってもたらされた。また、サウスカロライナのマスタードベースのソースはフランスやドイツからの移民によってもたらされた。
開拓時代は火力のある燃料は望むべくも無く、当時の開拓民は栄養状態も悪かったため歯が抜けるといった事情から、バーベキューは当時としては有効な調理法であった。
バーベキューを料理する人物のことを「ピットマスター」と言う。アメリカ合衆国の植民地時代には主にアフリカ大陸からの黒人奴隷が実際の調理を務めていたが、奴隷解放後の黒人人口の北部流入とともにバーベキューの技術は北部にも広まった。また、鉄道や運河の開発とともに西部にもバーベキューは広まった。
20世紀には商業的なバーベキューが始まり、イベント会場でのバーベキューやそれを常設化したレストランが登場し米国で一大ブームが到来した。1920年代には家庭用グリルやチャコール・ブリケットが市場に売り出されるようになった。
第二次世界大戦後、米国では木炭の不足により下火になったが、1970年代には再びバーベキューの文化が復活した。

## 調理

### 火の通し方

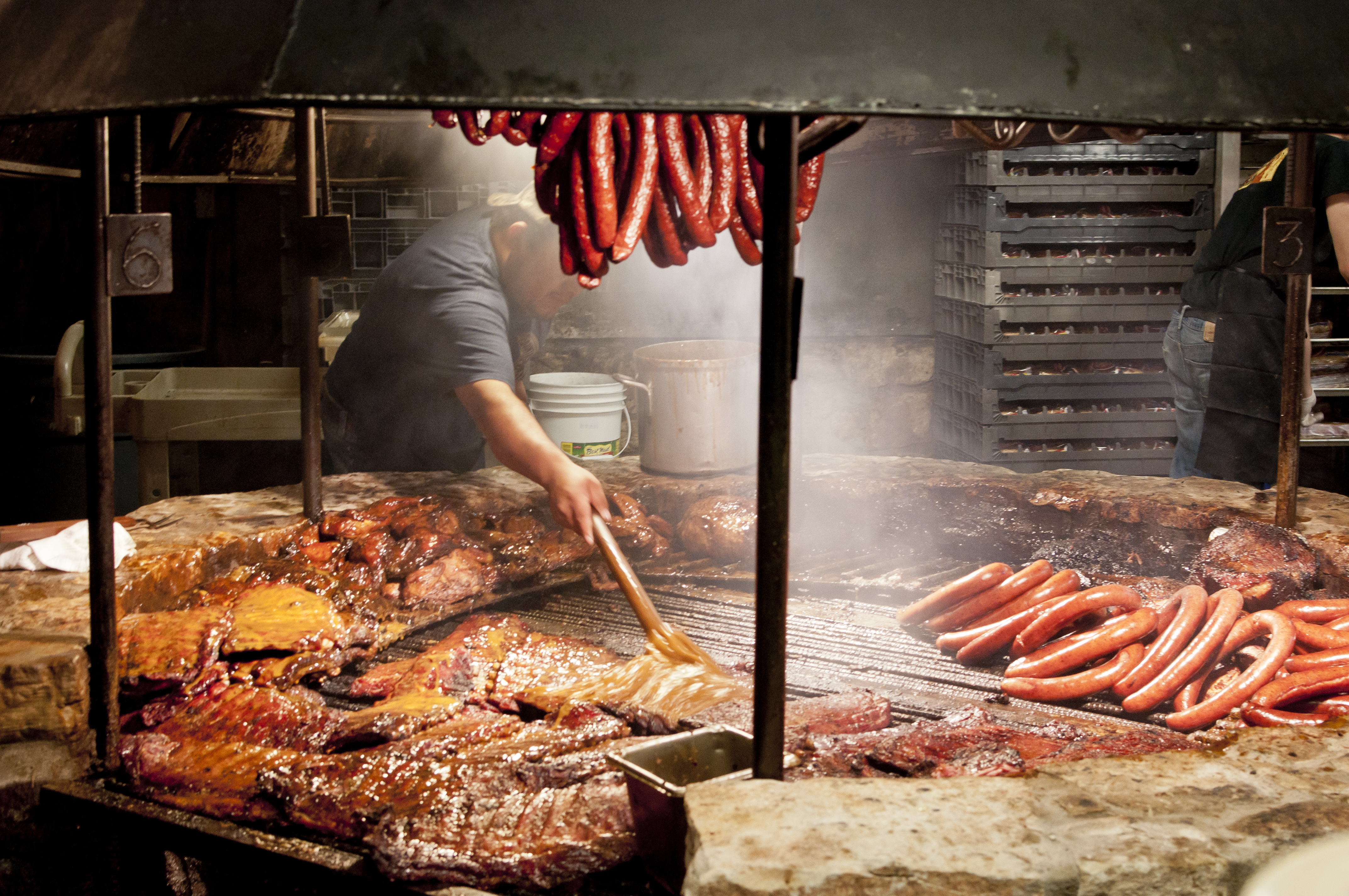
レストラン厨房での調理風景

複数のテクニックがあり、単一の調理器具を使用する場合でもこれらの使い分けで多彩な調理を行う事が可能である。
- 直火焼き - 網などの上に置いた食材を直接加熱する。または炭を事前にグリルの片側に寄せるなどして加熱する。
- 燻製 - 煙を出す木材を併用して独特の風味を付ける。
- ロースト - 放射熱など、熱した空気で間接的に加熱する。一般的なアメリカン・バーベキューはこの方法を取る。
- 遠火焼き - 川魚などを主に赤外線によって焼く。

また、主に川魚で串に刺して焼く事があり、これは「串焼き」とも呼ぶ。

### 味付け

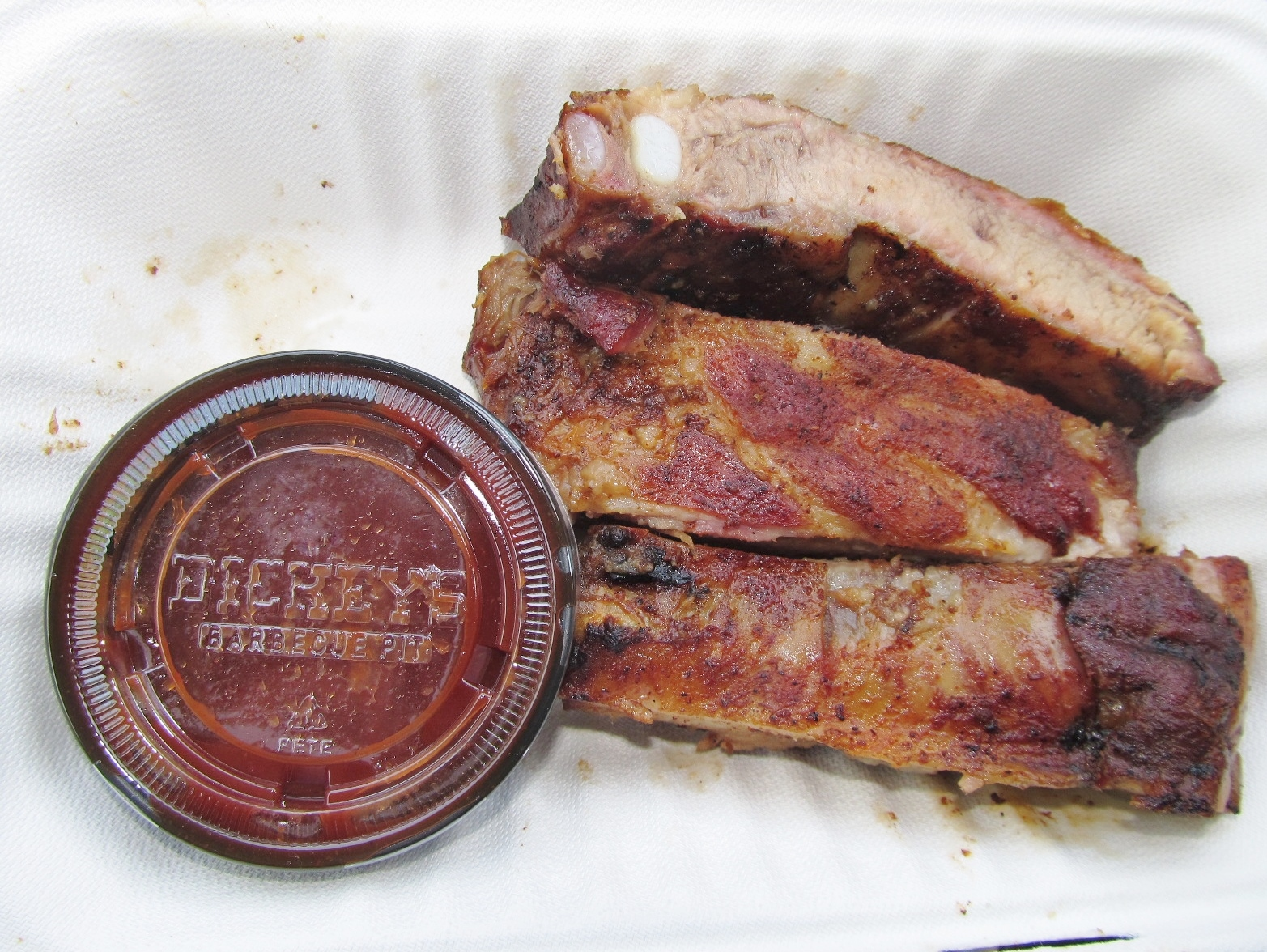
バーベキューソース

肉類の味付けとして用いられるソースは、特にバーベキューソース（BBQソース）と呼ばれ、トマトケチャップやウスターソース、果汁類、ニンニクやショウガなどの様々な材料を混ぜ合わせて作られるが、市販品も多数売られている。食材にソースやスパイス・ラブを塗布してから焼き上げる場合が多い。

### 調理器具
器具としては、（1）火格子式のグリルや焼き網など、火（熱気）が素通りするタイプと（2）鉄板式に大別され、食材を固定するものとして金串などがある。
グリルのブランドとしては米国ウェバー社の製品が最も有名で、一枚の鉄板から仕上げる蓋付丸形グリルは、家庭用・レジャー用グリルの定番であり、「グリルアカデミー」ではウェーバー製品を正しく使う調理法を教えてくれる。
専門店や個人でも、オリジナルの道具にこだわる人がいる。それらの人は、普通のグリルではなく、金属やレンガなどで作られたバーベキュー・ピットと呼ばれる物を使う。造りはかまどや暖炉に近いもので、ドラム缶を加工して使用する場合も多い。
底面の断熱用に、コンロに水張りするタイプのグリルの方が、水蒸気の作用で、油の多い豚バラや鶏皮、サバやサンマなどの青魚を焼いても炎が上がりにくい。 また、焼き上がりにこびり付きや、焦げ付きが少なく、野菜などは特にふっくらと美味であり、また器具自体の汚れも少ない。同じような効果を狙ってビールの缶を切って代用し、水の代わりにビールを入れる場合もある。
使用後のグリルは油汚れや炭の汚れがべっとりと付いていることが多いが、準備段階でグリルの火口を覆うようにアルミ箔の揚げ物フェンスや、バーベキュー用の厚手のアルミホイル（厚さ60μm程度）を、炭受けと油汚れが及びそうなところへ敷き詰めれば、汚れはホイルに付着してグリル本体へはほとんど及ばないので、掃除はホイルを剥がすだけで楽であり、グリル本体も長持ちする。また焼き網やグリル本体などにバーベキュー前に酢を塗っておくと、食材のタンパク質と熱した金属との間に熱凝着が起こりにくく、比較的掃除が楽である。

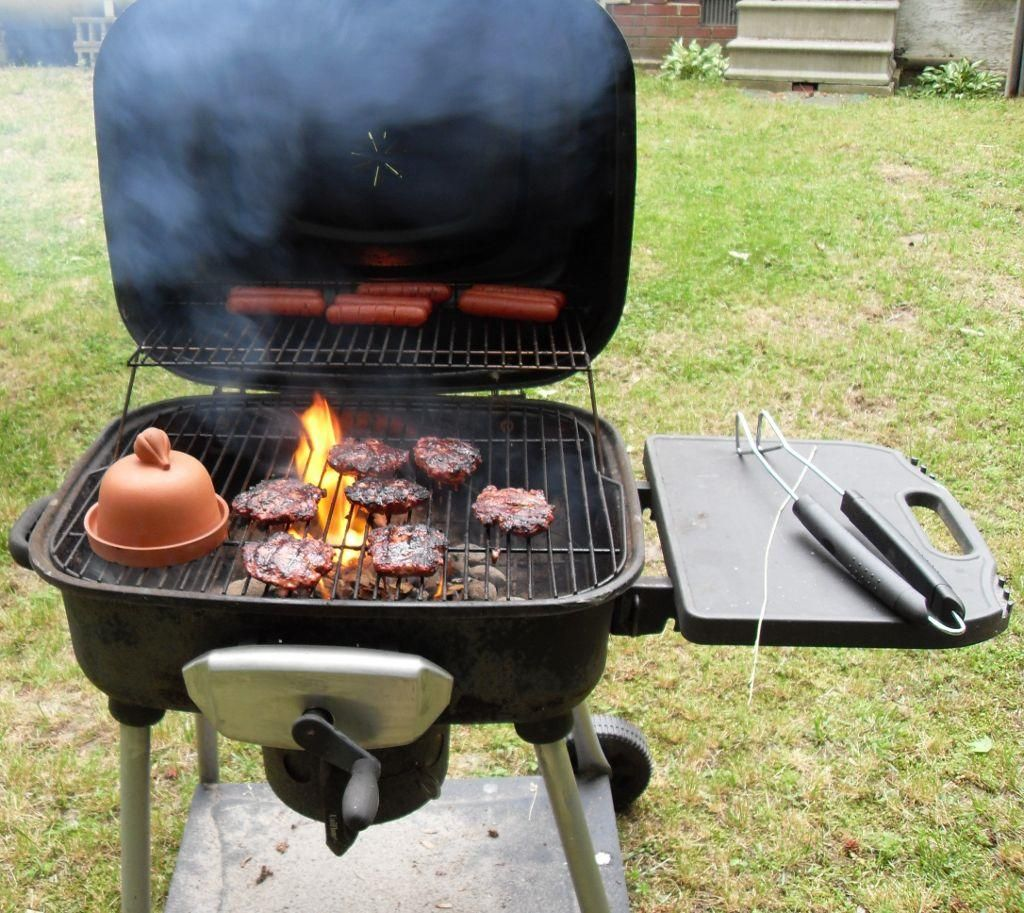
蓋付きのバーベキューグリル
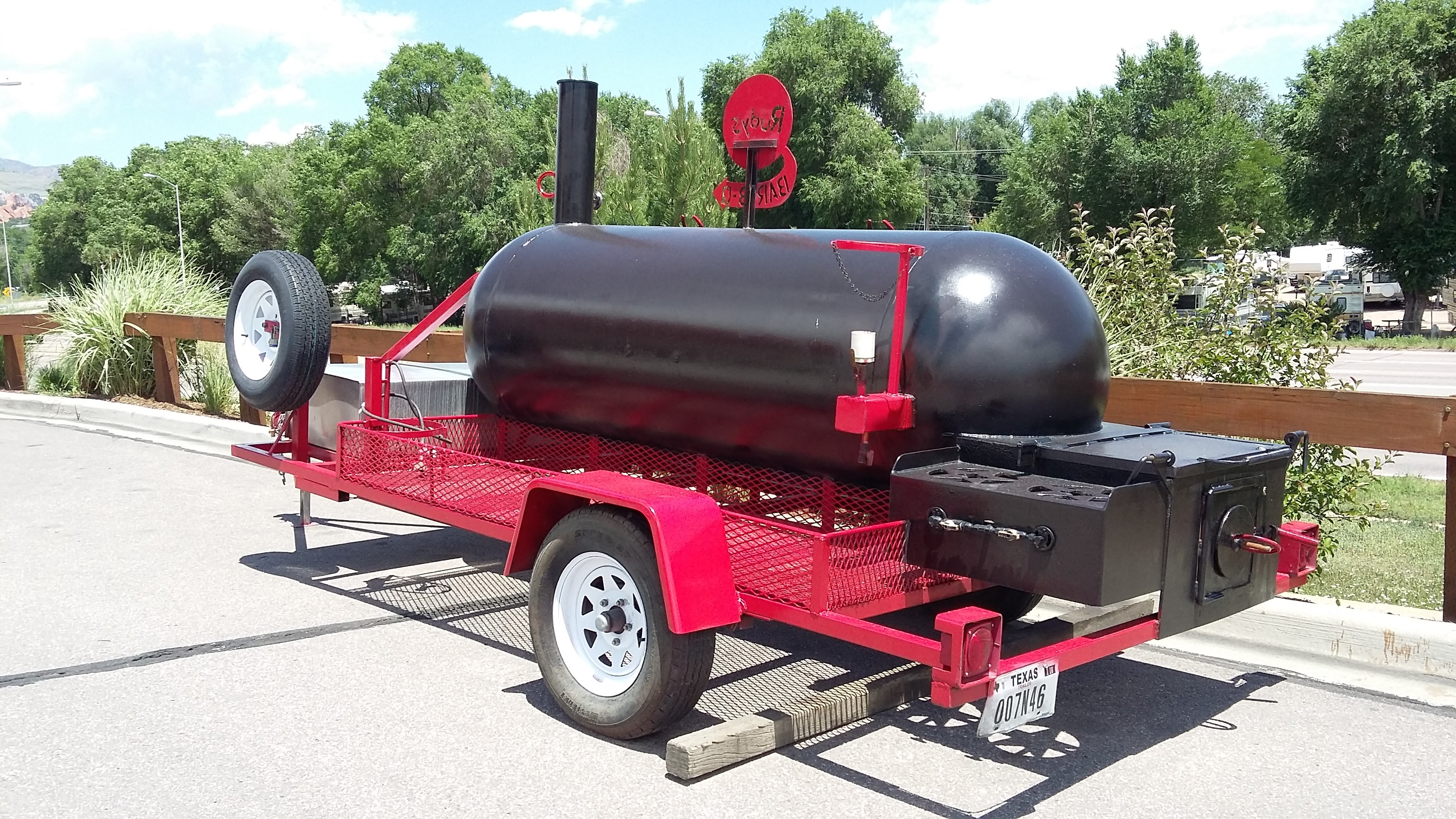
バーベキュー・ピット

### 燃料
燃料は薪、木炭、あるいは専用の固形燃料が主流である。炭の中にヒッコリーやオークなどのウッドチップを混ぜ、燻煙を出すことにより燻製風味を付ける手法もある。
- ブリケット（成形木炭）が最も使われている燃料であり、特に米国キングスフォード社の製品が最も有名で、米国市場の80%のシェアである。
- 日本国内産の黒炭は、不快な煙臭や爆跳も少なく、じっくりとした火力が持続し、焼き上がりに燻製のような風味もかすかにあり、バーベキューに向いている。外国産より多少高価だが、品質が安定しており適している。なお、保存管理が良くなかった黒炭ほど燃焼初期には爆跳の危険性があるため注意が必要である。
- 「Quick Grill Briquette」「ラウンドストーブ」といった商品名で販売されている小型の加工ヤシガラ炭は、着火後1分〜数分で調理可能であり1時間ほどで燃焼が終わるため、小規模パーティーの際、使い勝手が良い。また、これを火種として通常の木炭の着火材としても好都合である。
- 備長炭をはじめとした白炭は、より上質な焼きもの料理が可能ではあるが、着火が難しく、調理可能な燃焼温度への到達に時間を要し、熾き火に至るまでは爆跳の危険性がある。さらに高価なため使用目的としては一般的ではない。
- オガ炭は白炭系の木炭と似た燃焼の性質を示し、不快な燻煙や、危険な爆跳はほとんど発生せず、また比較的安価であり、近年ホームセンターやインターネット通販でも扱いが広まっている。しかし白炭同様に火熾ししにくく、一方で火が熾ると4時間ほど燃焼し続ける場合もある為、短時間のパーティーでは消火等での注意が必要である。逆に、炭を継ぎ足す必要もなく調理可能な火力が持続するため、パーティーが長時間に及ぶ場合には好都合な存在である。

木炭を着火するのはコツが必要であるが、着火を安易にする商品として、石油系溶剤やアルコールを主成分とするチャコール着火液が最もポピュラーである。また、ジェル状着火剤などが木炭に添付されていたり、木炭着火専用のカセットガスボンベ式トーチバーナーなども販売されている。火熾し器である「チャコールスターター」を使っても火熾しが安易である。いずれにしても木炭で調理が行なえるようになるのは着火後10〜20分、場合によっては1時間ほど必要で、それを見越したスケジュールが必要となってくる。（木炭の火熾し方法を参照）
アメリカやオーストラリアでは、ガス火式のグリルも多く、日本でも近年は、火点けや火力調節の容易さ、掃除や後片付けの手軽さなどから、プロパンガスやカセットボンベをものも増えつつある。

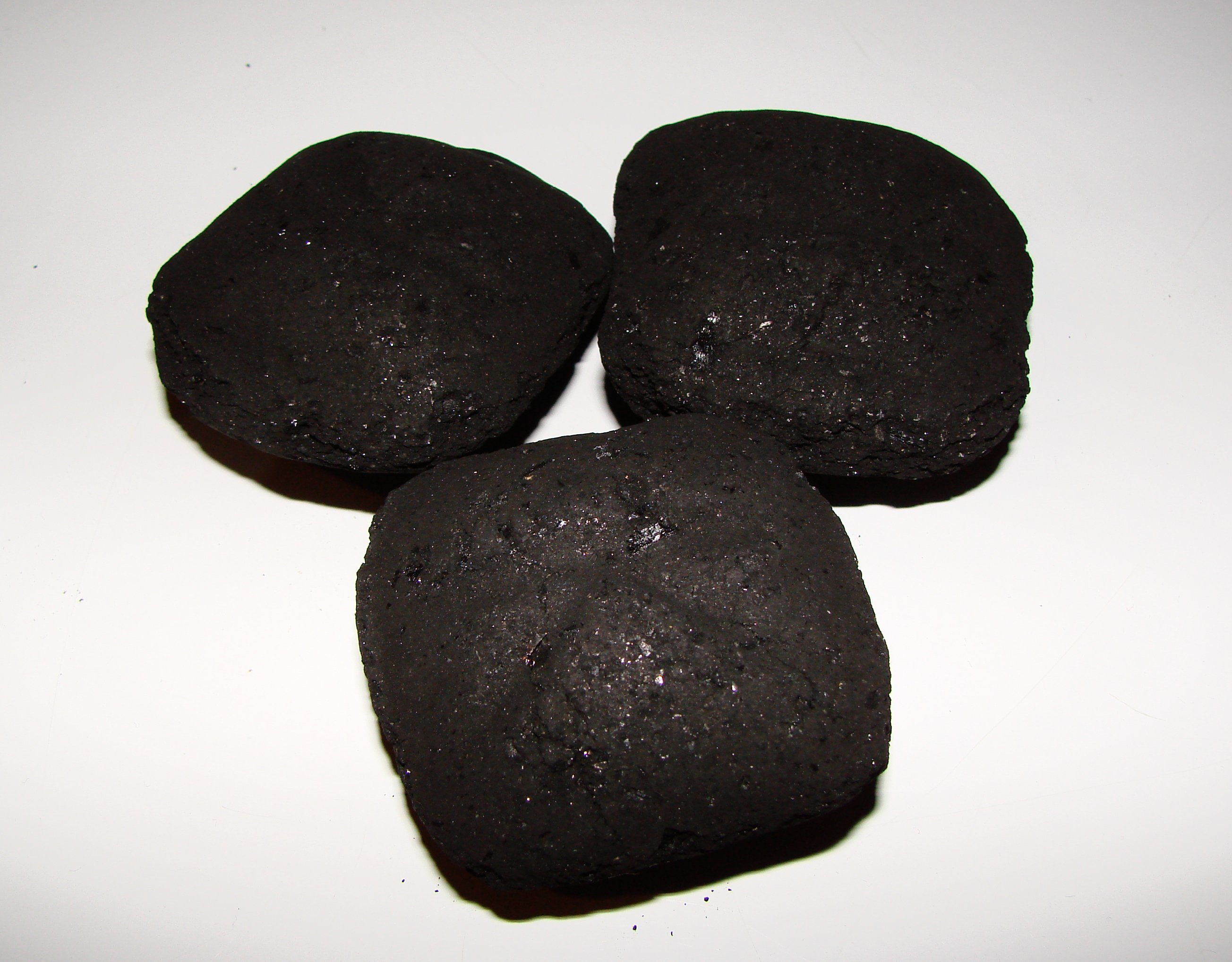
ブリケット
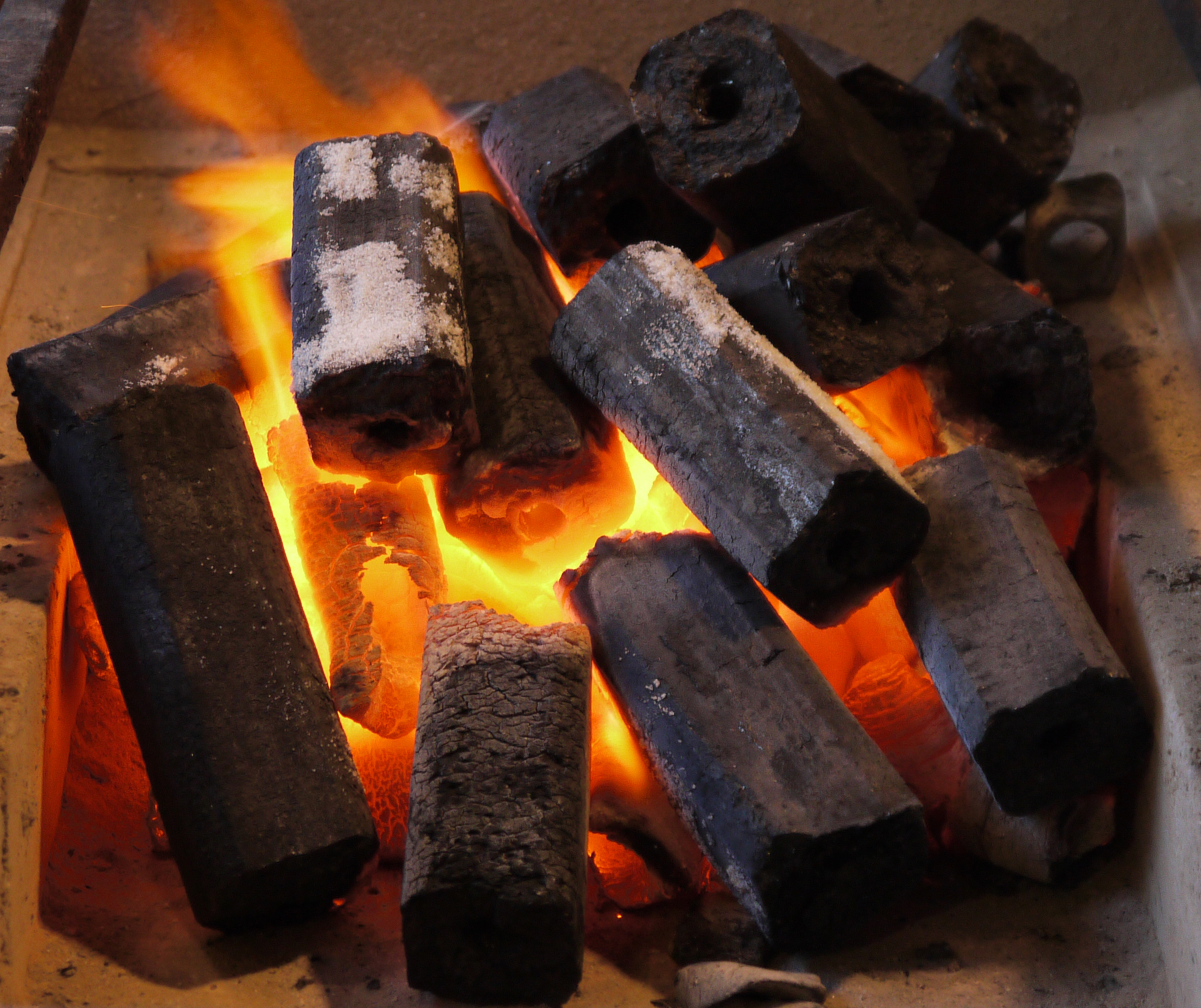
オガ炭
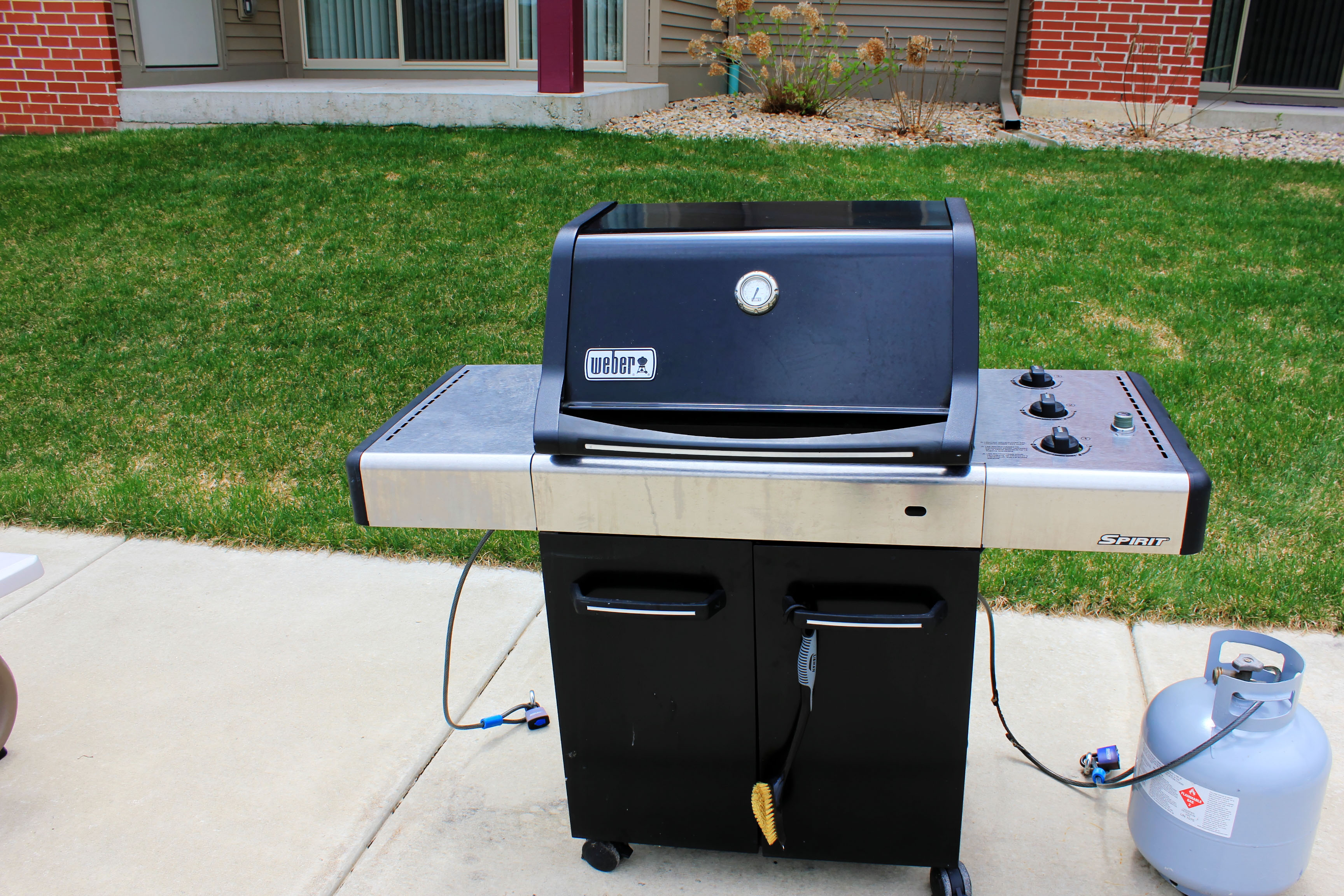
プロパン式のグリル

## 危険性と規制
バーベキューの煙は有害であり、がんや呼吸器疾患の原因となる。カリフォルニア州は燻製器やピザ窯、バーベキューグリルの使用が制限されている。近隣でのバーベキューの煙があたりに充満し、呼吸器疾患を訴える患者が続発、苦情が寄せられたため。
川原でバーベキューをした際に、そのまま川遊びをし、水難事故につながることがある。例えば、矢作川では、(必ずしもバーベキューに来た人物ではないが)重大な水難事故が多発しており、2020年3月に愛知県豊田市は「矢作川池島公園」を閉鎖することとした。矢作川はいきなり深くなるが、川に接している入口の砂浜はアクセスしやすく、水難学会のある専門家は「おいで、おいで」現象があると呼んでいる。
また、誤った火の付け方で死亡事故も起きている。2023年5月24日、福岡県柳川市のハリウッドワールド美容専門学校で、伝統的に行われてきたバーベキューをする中で事故は起きた。事故前日に火起こしを早くするために(コロナ禍で必需品となった)消毒用アルコールを使うことを理事長が発案し、当日に教師が消毒用アルコール1Lを注ぎ入れ、ボンっという音を立て青い炎が燃え上がり、18歳〜20歳の男子生徒4人の衣服に炎が燃え移った。このうち18歳の男子生徒は入院し、6月6日になり容体が急変し死亡した。死因は、やけどによる敗血症性ショック。

## トラブル
バーベキューは直火で大胆な調理法かつ主に野外イベントとして位置づけられる性質上、火災、煙や悪臭などの問題が発生しやすい。直接の問題ではないが、大声や大音量の音楽、ゴミ問題などで周辺地域とトラブルを引き起こしやすい。地域住民の苦情の声を受け、自治体によってはバーベキューの禁止にまで踏み込むところもある(#バーベキューの禁止)。

### 挙げられる問題

#### 火災

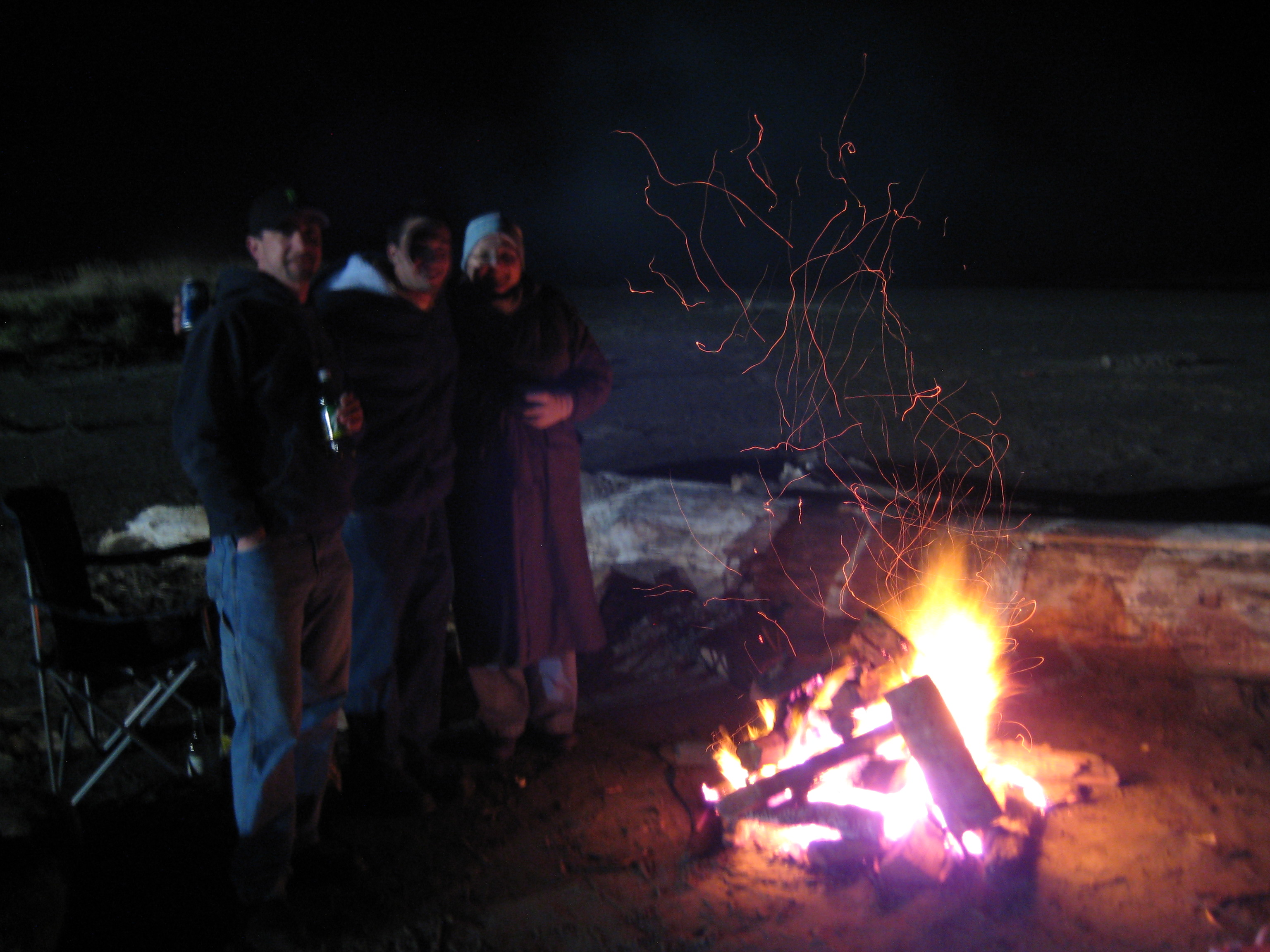
直火の焚き火

焚き火台などを使わず、直火（地面に直接燃料を置いて燃やす方法）で火をおこし、火災が相次ぐ事態となっている
。例えば、京都の笠置キャンプ場では、直火を禁止した。

#### ゴミ問題

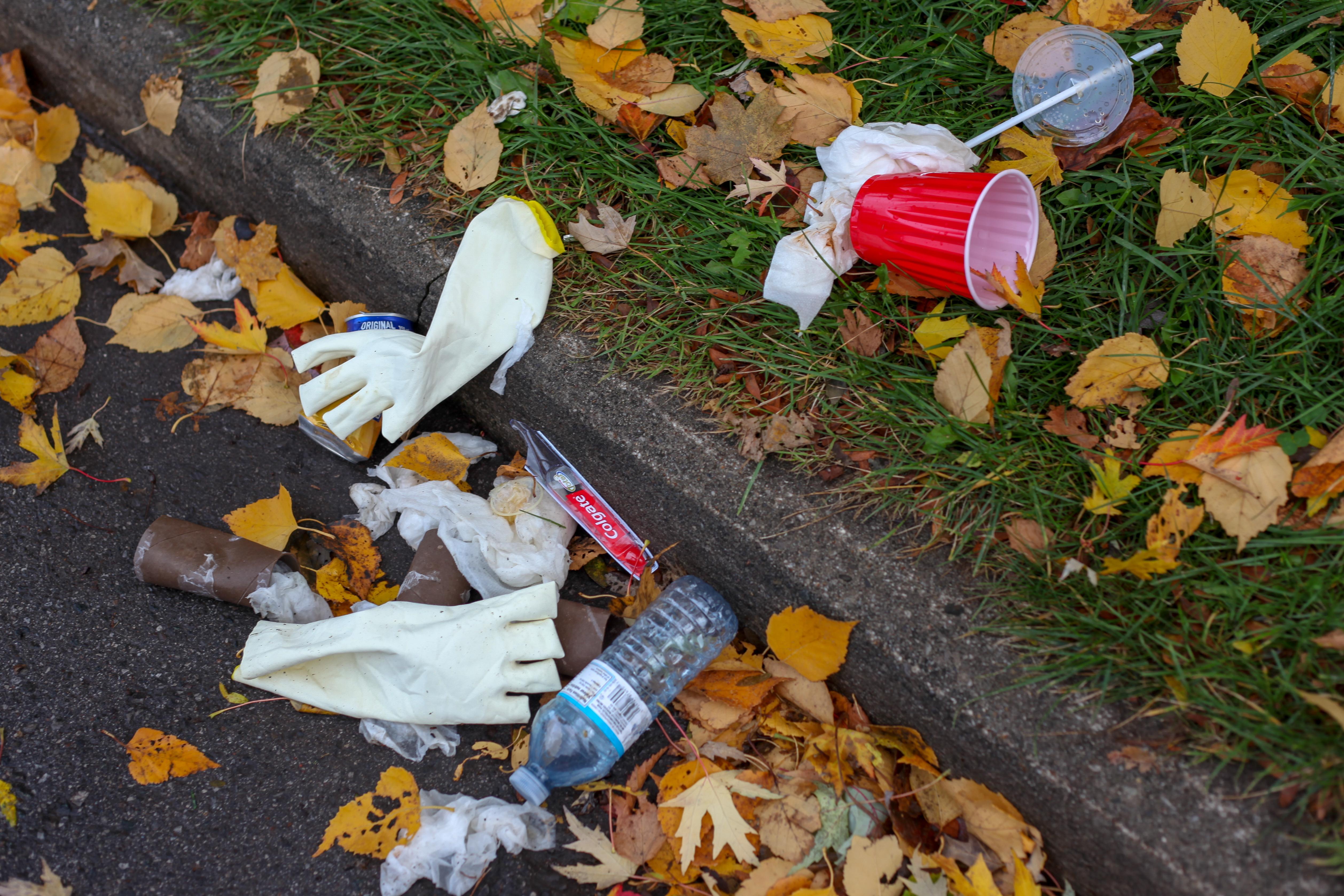
散乱しているゴミ

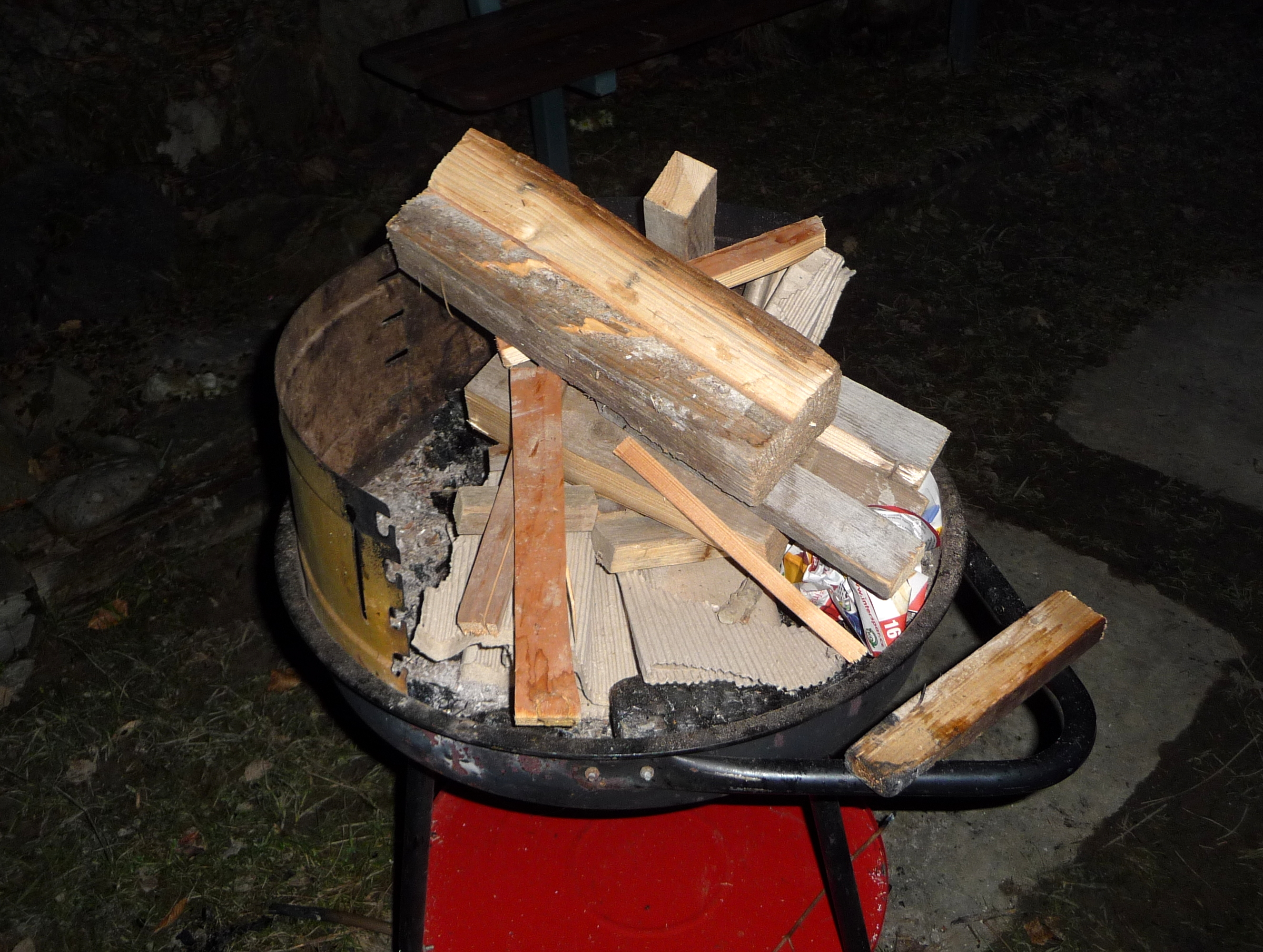
ゴミを燃やす

以下のようなゴミを持ち帰らず、その場に放置していったり、その場で燃やしたり、近隣民家に投げ捨てたりといった事例が報告されている。
- タバコの吸い殻
- 花火
- ペットボトル
- 焼肉のタレ
- 食べ残し
- 紙皿、割り箸
- BBQ網
- トング
- 炭や灰
- 肉が入っていた食品トレー
- 酒の空き缶、空き瓶
- 買い物カゴ
- 鉄板
- 焚き火台

例えば、2021年5月に京都府の松尾橋周辺の河川敷において、国土交通省淀川河川事務所によるゴミの回収が行われた結果、45リットルのごみ袋約20袋分が集められた。そのほか、各地でゴミの放置が問題となっている。

#### 設備の破壊
国交省の高知河川国道事務所が、BBQ客が堤防を破壊しBBQの台にする案件があり、県警に情報提供したと発表した。
器物損壊、不法投棄、河川法違反の可能性があるとしている。

#### 私有地、禁止エリアでのバーベキュー
私有地への無断侵入や、公園等バーベキュー禁止のエリアでバーベキューをする。

#### 川で食器の洗浄
使用済みの食器を、洗剤を使って川で洗浄するため、水質汚染を招き、環境への悪影響が懸念されている。

#### コロナ禍でのバーベキュー
コロナ禍にもかかわらずバーベキューをし、マスクをつけずに飲食するため、近隣住民から感染拡大を不安視する声が多く寄せられた。

#### 住宅地への被害

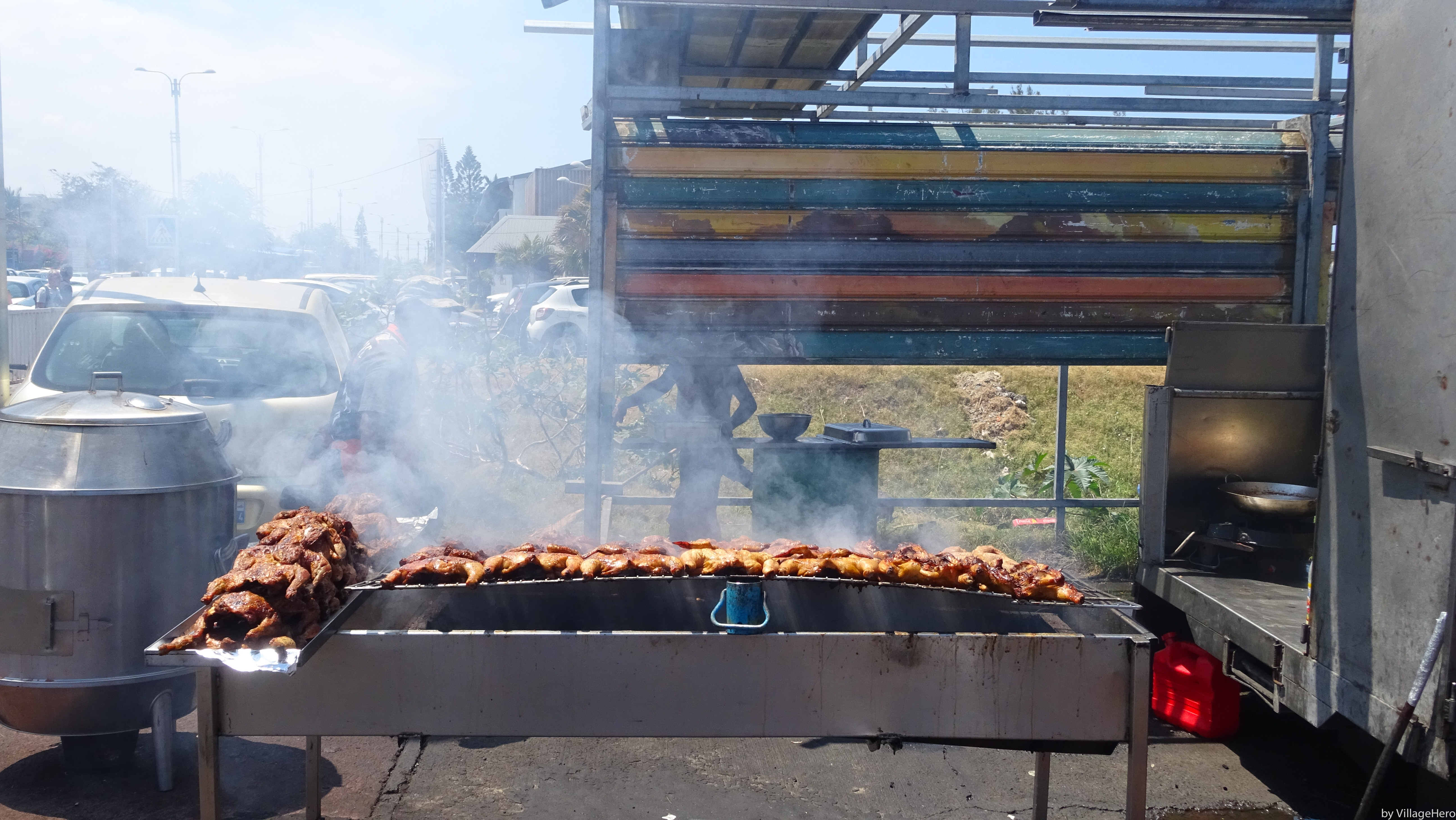
バーベキューの煙

バーベキュー調理で生じた煙が、住宅地に流れ込むことで以下の苦情が寄せられている。
- 洗濯物が干せない
- 煙で窓が開けられない
- 悪臭がする

##### 近隣住民からの悪臭訴訟
BBQ場の焼肉の悪臭が原因で、BBQ場の周辺住民が市と管理者に対し訴訟を起こす例もある。周辺住民への調査では「洗濯物ににおいがつくので外には干さない」といった回答があったという。

### 自治体等の対応

#### 看板の設置
ゴミの持ち帰りをうながす看板を設置したが効果はなかった。

#### バーベキューの禁止

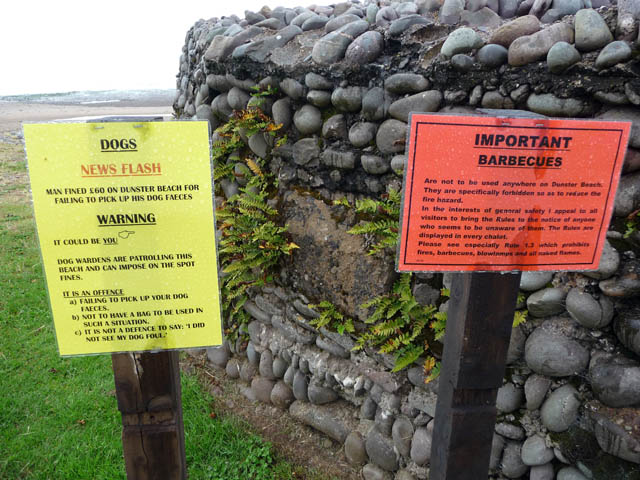
バーベキュー禁止の張り紙

- 粕川オートキャンプ場 - キャンプとBBQが永久禁止となった。利用者のマナーの悪さ、ごみの増加、騒音、路上駐車に起因する交通渋滞、コロナ禍、それらによる近隣住民の苦情のため[28]。
- 飯能河原 - パトロールのため巡回している市職員が違反を注意しても聞き入れなかったため、一時閉鎖となった。[29]。
- 京都・鴨川 - 近隣住宅への煙や匂いの影響を配慮して、バーベキューを禁止する[30]。
- 川崎市・多摩川河川敷[31]。

- 芦屋市 - 度重なるトラブルが改善されなかったため、バーベキュー禁止条例を施行した。違反者は10万円の罰金が課せられる[32]。
- 奈良県天川村 - 地域の生活環境・自然環境の保全及びゲリラ豪雨等による急激な河川増水から生命・財産を守るため、村内全域において、バーベキューを禁止している。ただし、個人又は法人等が所有管理する土地でごみ等の管理が適切に行われる場合、風俗習慣上または教育等の行事を行う場合及び特に村長が認める場合は、例外としてバーベキュー等を行うことができる[33]。

#### ケータリング業者
ゴミ問題への回答として、バーベキューケータリング協会が設立され設備提供からゴミ回収まで一括サポートするサービスの提供の動きがある。